# جبل بن جوال (صحابي)
جبل بن جوال بن صفوان بن بلال الذبياني الثعلبي كان شاعرًا يهوديًا كتب باللغة العربية خلال القرن السابع الميلادي. عاصر النبي محمد.
وفقا لابن هشام (كتاب سيرة رسول الله، ط. فوستنفيلد، ص. (690، 713) وأبو الفرج الأصفهاني ("كتاب الأغاني"، 8: 104)، كان جبل ثعلبيًا (يعطي أبو الفرج شجرة العائلة كاملة)، لكن لم يذكر أنه كان يهوديًا. ولكن ابن حجر في معجمه السيري "كتاب الأصحاب في تمييز الشهابة" (ت. سبرنجر، ت. 453)، معتمداً على ابن الكلبي والمرزباني، يذكر أن جبلًا كان من اليهود الذين اعتنقوا الإسلام. إن ياقوت ("معجم"، ط 765)، ينقل عن جبل، ويسميه خطأً "جمال بن جوال التغلبي".
وقد ورد ذكر جبل بين الحين والآخر في مؤلفات الكتاب العربية المذكورين أعلاه. مثل أبي الفرج حيث يقتبس بيتين من شعر جبل، يبدو أنهما من قصيدة وجهها إلى الشماخ، وهو شاعر ثعلبي، في إشارة إلى شجار نشأ بينهما. ولعل هذه هي نفس الحادثة التي رواها أبو الفرج، أي أن الشماخ وقع في حب أخت جبل المُسماة كلبة، وبعد فترة قصيرة وعندما سافر الشماخ تزوجت من أخيه، مما أدى إلى منافسة شعرية بين الحبيب الخائب وجبل. ويستشهد ابن هشام بأحد عشر بيتًا آخر من أبيات جبل، تشير بشكل كافٍ إلى ديانة الشاعر اليهودية. وهي رثاء لموت حيي بن أخطب، زعيم بني النضير، حيث انتصر النبي محمد على هذه القبيلة وبني قريظة. كانت هذه الأبيات ردًّا على الشاعر حسان بن ثابت. ويبدو أنها لا تشكل قصيدة كاملة؛ إذ يستشهد ابن حجر ببيت من جبل لم يرد في اقتباس ابن هشام، ولكنه له نفس الوزن ونفس القافية، وبالتالي ربما يكون من نفس القصيدة.

## طالع أيضًا
- أبو عفك
- كعب بن الأشرف

## موارد
جوثيل، ريتشارد وم. سيليغسون. "جبل بن جوال". الموسوعة اليهودية . فونك وواجنالز، 1901-1906.